# Kariotip
Kariotip (od grčke riječi karyon = sjeme ili jezgra) je broj i vanjski izgled kromosoma u jezgri eukariotske stanice. Pojam također obuhvaća cijeli skup kromosoma u vrsti ili u organizmu jedinke, odnosno kompletnu garnituru kromosoma neke vrste.
Kariotipi opisuju broj kromosoma i kako izgledaju pod mikroskopom. Pozornost se daje njihovoj dužini, položaju u centromeri, kako se povezuju, razlike u spolnim kromosomima i svim ostalim fizičkim osobinama. Priprema i proučavanje kariotipa dio je citogenetike.
Pojam ljudskog kariotipa uveden je i sistematiziran 1960. godine, iste godine kad je na konferenciji u Denveru standardizirana nomenklatura u području citogenetike. Kariotip čovjeka je kromosomski komplement jedne osobe. Kariotip ne valja miješati s pojmom kariogram, koji je kromosomska slika jedne stanice odnosno stanične linije. Kariotip i kariogram ne moraju se uvijek podudarati, za razliku od mozaičnih kariotipova koji uvijek odgovaraju jedan drugomu. Dva ili više kariograma čine kariotip.